# Dunc McCallum-emlékkupa
A Dunc McCallum-emlékkupa egy díj az észak-amerikai Western Hockey League-ben, amely egy junior jégkorongliga. A trófeát az év edzőjének ítélik oda a szezon végén. A trófeát Dunc McCallumről nevezték el, aki a Brandon Wheat Kings edzője volt a WHL-ben 1976 és 1981 között. 251–123–41 mérleggel büszkélkedhetett és megnyerte az Ed Chynoweth-kupát 1979-ben.

## A díjazottak
- A kékkel jelöltek a Brian Kilrea Coach of the Year Awardot is elnyerték.

| Év        | Játékos                                     | Csapat                                 |
| --------- | ------------------------------------------- | -------------------------------------- |
| 2014–2015 | John Paddock                                | Regina Pats                            |
| 2013–2014 | Dave Lowry                                  | Victoria Royals                        |
| 2012–2013 | Ryan McGill                                 | Kootenay Ice                           |
| 2011–2012 | Jim Hiller                                  | Tri-City Americans                     |
| 2010–2011 | Don Nachbaur                                | Spokane Chiefs                         |
| 2009–2010 | Mark Holick                                 | Kootenay Ice                           |
| 2008–2009 | Don Hay                                     | Vancouver Giants                       |
| 2007–2008 | Don Nachbaur                                | Tri-City Americans                     |
| 2006–2007 | Cory Clouston                               | Kootenay Ice                           |
| 2005–2006 | Will Desjardins                             | Medicine Hat Tigers                    |
| 2004–2005 | Cory Clouston                               | Kootenay Ice                           |
| 2003–2004 | Kevin Constantine                           | Everett Silvertips                     |
| 2002–2003 | Marc Habscheid                              | Kelowna Rockets                        |
| 2001–2002 | Bob Lowes                                   | Regina Pats                            |
| 2000–2001 | Brent Sutter                                | Red Deer Rebels                        |
| 1999–2000 | Todd McLellan                               | Swift Current Broncos                  |
| 1998–1999 | Don Hay                                     | Tri-City Americans                     |
| 1997–1998 | Dean Clark                                  | Calgary Hitmen                         |
| 1996–1997 | Brent Peterson                              | Portland Winter Hawks                  |
| 1995–1996 | Bob Lowes                                   | Brandon Wheat Kings                    |
| 1994–1995 | Don Nachbaur                                | Seattle Thunderbirds                   |
| 1993–1994 | Lorne Molleken                              | Saskatoon Blades                       |
| 1992–1993 | Marcel Comeau                               | Tacoma Rockets                         |
| 1991–1992 | Bryan Maxwell                               | Spokane Chiefs                         |
| 1990–1991 | Tom Renney                                  | Kamloops Blazers                       |
| 1989–1990 | Ken Hitchcock                               | Kamloops Blazers                       |
| 1988–1989 | Ron Kennedy                                 | Medicine Hat Tigers                    |
| 1987–1988 | Marcel Comeau                               | Saskatoon Blades                       |
| 1986–1987 | (Nyugat) Ken Hitchcock (Kelet) Graham James | Kamloops Blazers Swift Current Broncos |
| 1985–1986 | Terry Simpson                               | Prince Albert Raiders                  |
| 1984–1985 | Doug Sauter                                 | Medicine Hat Tigers                    |
| 1983–1984 | Terry Simpson                               | Prince Albert Raiders                  |
| 1982–1983 | Daryl Lubiniecki                            | Saskatoon Blades                       |
| 1981–1982 | Jack Sangster                               | Seattle Thunderbirds                   |
| 1980–1981 | Ken Hodge                                   | Portland Winter Hawks                  |
| 1979–1980 | Doug Sauter                                 | Calgary Wranglers                      |
| 1978–1979 | Dunc McCallum                               | Brandon Wheat Kings                    |
| 1977–1978 | Dave King Jack Shupe                        | Billings Bighorns Victoria Cougars     |
| 1976–1977 | Dunc McCallum                               | Brandon Wheat Kings                    |
| 1975–1976 | Ernie McLean                                | New Westminster Bruins                 |
| 1974–1975 | Pat Ginnell                                 | Victoria Cougars                       |
| 1973–1974 | Stan Dunn                                   | Swift Current Broncos                  |
| 1972–1973 | Pat Ginnell                                 | Flin Flon Bombers                      |
| 1971–1972 | Earl Ingarfield, Sr.                        | Regina Pats                            |
| 1970–1971 | Pat Ginnell                                 | Flin Flon Bombers                      |
| 1969–1970 | Pat Ginnell                                 | Flin Flon Bombers                      |
| 1968–1969 | Scotty Munro                                | Calgary Buffaloes                      |

1. ↑  A liga ebben az évben külön osztott ki nyugati és keleti díjakat.